# Seznam italijanskih odvetnikov
Seznam italijanskih odvetnikov.

## A
- Benedetto Accolti
- Francesco Accolti

## B
- Carlo Alberto Biggini
- Giuseppe Bottai

## C
- Vincenzo Caianiello
- Francesco Carnelutti

## D
- Giovanni d'Andrea
- Oliviero Diliberto

## G
- Giovanni Giuriati
- Pietro Gori
- Dino Grandi
- Guido Buffarini Guidi

## M
- Luigi Mazzella
- Serafino Mazzolini

## P
- Alessandro Pavolini

## S
- Renato Schifani

## V
- Aldo Vidussoni